# 大众传播
大众传播（英語：Mass communication）是一种信息传播方式，利用媒體（如聲音、文字、影像等）將訊息以某種形式傳遞給人群。實作上的操作請見傳播媒體。大众传播是专业化的媒介组织运用先进的传播技术和产业化手段，以社会上一般大众为对象而进行的大规模的信息生产和传播活动。

## 特徵
根据德国心理学家格哈德·马利兹克的定义，大众传播须符合以下特征：
- 透明的（受众不为人际交往范围所囿）
- 利用科技发送手段
- 间接的（在发送者与受众之间存在时间空间距离）
- 单向的（在发送者与受众之间不发生角色互换）
  - 网络等新媒体的出现，改变了大众传播的单向性，互动性是网际网路的最显着特征。
- 面向分散的群体（受众是匿名的，无阶层和群组之分）。

郭庆光认为其具有以下特点：
- 大众传播中的传播者是从事信息生产和传播的专业化媒介组织，大众传播是有组织的传播活动，是在特定的组织目标和方针指导下的传播活动。
- 大众传播是运用先进的传播技术和产业化手段大量生产、复制和传播信息的活动。
- 大众传播的对象是社会上的一般大众。
- 大众传播的信息既具有商品属性，又具有文化属性。
- 从传播过程的性质来看，大众传播特别是以报刊、广播、电视为代表的传统大众传播，属于单向性很强的传播活动。其单向性体现在两方面：

1. 传媒组织单方面提供信息
2. 没有灵活有效的反馈渠道

- 大众传播是一种制度化的社会传播。

## 社会功能

### 拉斯韦尔的“三功能说”
H·拉斯韦尔在1948年发表的《传播在社会中的结构与功能》一文中，将传播的基本社会功能概括为以下三个方面：
1. 环境监视功能（surveillance of the environment）
2. 社会联系与协调功能（correlation of the parts of society）
3. 社会遗产传承功能（transmission of social heritage）

这三项功能是包括人际传播、群体传播、组织传播在内的一切社会传播活动的基本功能。

### 赖特的“四功能说”
美国学者 C. R. 赖特在《大众传播：功能的探讨》（1959）中，继承了拉斯韦尔"三功能说"，并在此基础上围绕大众传播的社会功能问题提出了“四功能说”：
1. 环境监视 大众传播在特定社会的内部和外部收集和传达信息的活动。包括两个方面：一是警戒外来威胁，二是满足社会的常规性活动（政治、经济、生活）的信息需要。
2. 解释与规定
3. 社会化功能 也有一些学者称其为大众传播的教育功能。
4. 提供娱乐

### 拉扎斯菲尔德和默顿的功能观
与拉斯韦尔同时，拉扎斯菲尔德和默顿在1948年发表的《大众传播、通俗口味和有组织的社会行动》一文中，特别强调了大众传播的下述三种功能：
1. 社会地位赋予功能（status conferral） 会给大众传媒支持的事物带来一种正统化的效果。
2. 社会规范强制功能（enforcement of social norms） 这项功能主要来自它的公开性。一般公众会感受到维护社会规范的“制度性压力”，积极加入到舆论制裁的行列中去。
3. 作为负面功能的“麻醉作用”（narcotizing dysfunction） 现代大众传播将人淹没在表层信息和通俗娱乐中，人们每天在接触媒介上花费大量的时间和精力，将其视为行动的代替品，降低了积极参与社会实践的热情。过度沉溺于媒介提供的表层信息和通俗娱乐中，就会不知不觉地失去社会行动力，而满足于“被动的知识积累”。

### 施拉姆对大众传播社会功能的概括
| 政治功能                               | 经济功能                       | 一般社会功能                                                             |
| -------------------------------------- | ------------------------------ | ------------------------------------------------------------------------ |
| 监测（收集情报）                       | 关于资源及买卖机会的资讯       | 关于社会规范、角色等的资讯；接受或拒绝这些规范、角色等的资讯             |
| 协调（解释情报；制定、宣传和执行政策） | 解释以上资讯；市场的运作与控制 | 协调公众的理解和意愿；市场控制的运行                                     |
| 社会遗产、法律和习俗的传承             | 经济行为的洗礼                 | 关于社会规范和角色规矩向新社会成员的传承                                 |
|                                        |                                | 娱乐功能（休闲活动、从工作与现实问题中得到解脱，无意为之的学习，社会化） |

该分类法的重要贡献为明确地提出了传播的经济功能。

## 研究領域
大眾傳播研究含括媒體的結構及過程，諸如探討資訊傳播方式、媒體效果等，例如說服模式、議題設定等。
以美國來說，許多新聞媒體及媒體工作者的實作經驗發展成各大學及研究單位的傳播學系討論的現象。為了探討實際的情形，還取法自公共關係領域及廣告業，透過他們來提供了大眾傳播及傳播研究的素材。

## 傳播理論
媒介效果研究
- 子彈理論 - 1920年代開始1940年代無線電和唱片普及。大眾媒體的訊息像進子彈一樣地被打進受眾中，宣傳理論認為能利用宣傳達到強有力的效果。
- 兩級傳播 - 1940年代開始到1960年代，有兩個不同的階段，普通人遵從意見領袖和訊息掌控者的意見，只有限制性的效果。
- 沉默螺旋 - 1960年代開始到1980年代電視普及。對宣傳媒介有「議題設定效果」培養效果，少數人會因為陷入「沉默的螺旋」變得不敢發表意見。媒體再次被視為具有傳播效果的力量。
- 政治經濟理論 - 在宣傳媒介背後，有大企業和資本家等操縱著的見解。
- 有限效果論 - 大眾媒介對社會和個人的影響有限，人們會根據自己的預設立場來接收不同媒介的訊息，因此說服性的大眾傳播不太可能改變多數人看待某一事件的立場。

受眾研究
- 子彈理論 - 1920年代開始至1940年代，受眾是受媒體操作得唯命是從的(子彈理論)。
- 使用與滿足研究 - 從1960年開始到1980年代，受眾開始考慮需求性等，變得會自己選擇喜歡的媒體(主動的受眾理論)。